# Osiguranje
Osiguranje je oblik upravljanja rizikom koje je prvenstveno usmjereno na smanjenje financijskih gubitaka. Osiguranjem se prema u ugovoru određenim uvjetima prenosi rizik s osiguranika na osiguravajuće društvo.Za tu uslugu osiguranik plaća premiju osiguravatelju.
Rizik osiguranja mora odgovarati određenim karakteristikama. Na primjer, šteta uzrokovana nuklearnim i radijacijskim nesrećama najčešće nije uključena u osiguranje.

## Vrste
Svaki rizik koji se može kvantificirati ima potencijal biti osiguran. Ugovor o osiguranju će detaljno navesti koji su rizici pokriveni policom, a koji nisu.
Istodobno, jedan ugovor o osiguranju može pokriti rizike u jednoj ili više kategorija. Na primjer, osiguranje vozila obično pokriva i imovinski rizik (krađa ili oštećenje vozila) i rizik od pravne odgovornosti (nesreća).
Poslovno osiguranje također može imati različite oblike. Tipični ugovor o osiguranju vlasnika poduzeća uključuje osiguranje imovine i odgovornosti, kao i osiguranje od prekida poslovanja. Osiguranje se odnosi na određene transakcije, to se naziva osiguranje od odgovornosti za transakcije.
Najčešći tipovi osiguranja su:
- osiguranje automobila. Osiguranje vozila štiti osiguranika od financijskih gubitaka u slučaju incidenta s njegovim vozilom.
- životno osiguranje, koje predviđa isplatu novca u slučaju smrti,
- zdravstveno osiguranje, koje pokriva ugovorene troškove lječenja, ljekova,
- imovinsko osiguranje, koje pokriva nepredviđene štete na nekretninama,
- mirovinsko osiguranje, za dohodak u starosti,
- putno osiguranje, koje pokriva nepredviđene troškove u slučaju nezgoda ili bolesti na putu,
- osiguranje od odgovornosti, koje pokriva tužbene zahtjeve protiv osiguranog.